# Les Planqués du régiment
Pour plus de détails, voir Fiche technique et Distribution.
Les Planqués du régiment est un film français réalisé par Michel Caputo, sorti en 1983.

## Synopsis
Serge, jeune ingénieur français travail sur une méthode de concentration du TNT pour une commande du ministère des armées et ne veux pas vendre son brevet aux américains, ce qui attire l'attention des services secrets soviétiques. Pour échapper aux espions, il se cache dans une caserne avec une belle bande de bras cassés: un fayot de l'armée ventripotent, un soldat souhaitant se faire réformer, un punk alcoolique... 
Les récents incorporés vont devoir devoir suivre l'entrainement sous le peau de vache adjudant Badubec, le paternaliste général, bientôt en retraite et sa femme nymphomane, sans compter sur la séduisant nouvelle infirmière du régiment, curieusement sous le charme du savant...

## Fiche technique
- Titre français : Les Planqués du régiment
- Réalisation : Michel Caputo
- Scénario : Michel Caputo
- Pays d'origine :  France
- Genre : comédie
- Date de sortie : 1983

## Distribution
- Paul Préboist : le colonel
- Jacques Préboist : le général
- Franck Capillery : Ferdinand
- Pauline Lafont : Patricia, l'infirmière
- Élisabeth Lafont : la patronne du café
- Pierre Doris : le médecin-chef
- Michel Modo : adjudant Badubec
- Paul Bisciglia
- Jean Cherlian
- Dominique Delpierre
- Marcel Gassouk : le père de Sylvie
- Isabelle Nanty : Celle qui va danser avec l'homme aux barbelés dans la boîte de nuit
- Jacqueline Noëlle
- Ticky Holgado : le militaire qui vient chercher des fleurs pour le maréchal Mégalo